# Tunel Mrke
Tunel Mrke (v srbské cyrilici Тунел Мрке) je budovaný dálniční tunel v Černé Hoře. Dlouhý je okolo 800 m. Proražen byl 11. prosince 2017, jako třetí na stavbě dálnice E763, po tunelu Jabučki krš a tunelu Klopot.
Tunel začíná na 6. kilometru dálnice v geograficky nejnáročnějším úseku Mateševo–Uvač–Smokovac. Tvoří jej dvě tunelové trouby o délce 800 a 829 m. Každá z nich je 4,7 m vysoká a 3,5 m široká. Ražba stavby byla zahájena v prosinci 2016; stavební práce na obou portálech byly zahájeny nicméně už 11. června 2016. Ražba tunelu probíhala z jediného portálu, a to z jižního směru. Byla použita Nová rakouská tunelovací metoda. Celkové finanční náklady na výstavbu tunelu jsou plánovány ve výši 10 696 132,44 EUR.
Tunel je jedním z řady, které se nacházejí na první černohorské dálnici E763, spojující města Bar a Boljare. Tunel nese název podle stejnojmenné vesnice, která se nachází v údolí řeky Morača. Byl ražen ve vápencové skále. Na jeho výstavbě pracovali dělníci z Čínské lidové republiky ze společnosti China Road and Bridge Corporation.